# Perfectos Desconocidos
Perfectos Desconocidos es una banda de Hard Rock y Heavy Metal de Uruguay formada el 4 de abril de 2018 en Montevideo. El grupo musical está integrado por Leonardo San Martín (voz y guitarra), Rodrigo Olivera (batería) y Luis Viera (bajo eléctrico). Ganadores de los Premios Graffiti a la música Uruguaya edición XX como mejor Álbum de Hard Rock y Heavy Metal.

## Historia
Perfectos Desconocidos surgió a principios de 2018, en septiembre de ese mismo año, se presentan en vivo por primera vez, con un sonido en los comienzos de influencia Blues y Rock and Roll. En el siguiente año tras varios cambios en la formación y numerosas presentaciones en vivo la banda comienza a dar un giro hacia el hard rock y heavy metal, género que predomina hasta el día de hoy.
A finales de 2020 presentan su primer EP "Escila"  con tres tracks, Kamikaze, Apartamento 5 y Las puertas.
En 2021 ya con su formacíon actual Leonardo San Martín en Voz y Guitarra, Luis Viera en Bajo y Rodrigo Olivera en Batería, lanzan su primer álbum, «Quimera» de forma independiente, Grabado en El Ombú Records Estudio de Montevideo y coproducido por Gabriel Grunullu, Gustavo Grunullu y Leonardo San Martín .
A comienzos de 2022 "Quimera" es nominado a los Premios Graffiti a la Música Uruguaya y en septiembre en la Ceremonia de premiación que tuvo sede en el Teatro Español de Durazno (Uruguay) obtiene el premio a mejor álbum de Hard Rock y Metal.

## Discografía

### "Quimera"[5][6]
- Primer trabajo discográfico de la banda Álbum que contiene 8 tracks, de género Hard rock, lanzado en 2021. 
- Las Puertas
- Apartamento 5
- Kamikaze
- Billete
- Siniestro Juego
- Carretera hacia ningún lugar
- Quimera
- Ella es

### "Mantícora Vol I"
- Segundo trabajo discográfico de la banda, Álbum que contiene 8 tracks de género Hard rock y Heavy Metal, lanzado en 2022.
Este disco tiene la particularidad de contener versiones de canciones anteriores de la banda junto a artistas invitados y grandes exponentes de la música y el rock en Uruguay. Participan Frankie Lampariello bajista de la mítica banda Hereford (banda), Max Capote artista, músico y productor, Gonzo Roll Frontman de la banda de Punk-Rock Silverados, Leroy Machado voz y guitarra de "Los peligros de la mala conducta" ex guitarrista de Silverados y Motosierra (banda), Emanuel Piotto cantante y guitarrista de Trovador Eléctrico, Giuliano Alessandro voz de Inefable banda de rock y grunge, Dani Umpi cantante y músico y  Leonardo Carlini voz y guitarra de Pecho e' Fierro.   
- Carretera hacia ningún lugar Ft. Gonzo Roll
- Tibias Dagas Ft. Leonardo Carlini
- Siniestro Juego Ft. Giuliano Alessandro
- Caso Perdido Ft. Leroy Machado
- Billete Ft. Emanuel Piotto
- Inevitable Ft. Dani Umpi
- Quimera Ft. Max Capote
- Kamikaze Ft. Frankie Lampariello

### "Cuervo"
- Tercer trabajo discográfico de la banda, Álbum que contiene 8 tracks, de género Hard rock y Heavy Metal, lanzado en 2023.
- Caso Perdido
- Instinto Animal
- Tibias Dagas
- Carroña
- Inevitable
- La Reina de los 5 sentidos
- Amanece el fin
- Cuervo

### "Mantícora Vol II"
- Cuarto trabajo discográfico de la banda, Álbum que contiene 8 tracks de género Hard rock y Heavy Metal, lanzado en 2024.
Este disco contiene versiones de canciones de la banda junto a artistas invitados y grandes exponentes de la música y el rock en Uruguay. Participan Tabaré Rivero voz de la histórica banda de rock uruguaya La Tabaré, Mitch Buchannon frontman de la banda de Hard rock Americana, Michele Viquez cantante uruguaya.   
- Matarlos a todos
- La Reina de los 5 sentidos Ft. Mitch Buchannon
- Amanece el fin
- Cuervo Ft. Tabaré Rivero
- Ella es Ft. Michele Viquez
- A Rodar
- Funeral
- Éxtasis

## Premios y nominaciones
- Nominados en el año 2022 a los Premios Graffiti en la categoría "Mejor álbum de Metal y Hard Rock" por su álbum "Quimera".[8]
- Ganadores en el año 2022 de los Premios Graffiti en la categoría "Mejor álbum de Metal y Hard Rock".[9]
- Ganadores de la Movida Joven 2022, con sede en la Sala Zitarrosa.
- Nominados en el año 2023 a los Premios Graffiti en la categoría "Mejor álbum de Metal y Hard Rock" por su álbum "Mantícora Vol I".
- Nominados en el año 2024 a los Premios Graffiti en la categoría "Mejor álbum de Metal y Hard Rock" por su álbum "Cuervo".